# Leuchey
Leuchey é uma comuna francesa na região administrativa de Grande Leste, no departamento de Haute-Marne. Estende-se por uma área de 5,48 km². Em 2010 a comuna tinha 84 habitantes (densidade: 15,3 hab./km²).